# Cadaval
O Cadaval é uma vila portuguesa do Distrito de Lisboa com cerca de 3 000 habitantes, situada na histórica província da Estremadura. É sede do Município de Cadaval que tem 174,89 km² de área e 13 372 habitantes (2021), subdividido em 7 freguesias.
O município que integra a Comunidade Intermunicipal do Oeste e a NUTII do Oeste e Vale do Tejo., é limitado a norte pelo município de Caldas da Rainha, a leste por Rio Maior e pela Azambuja, a sul por Alenquer, a sudoeste por Torres Vedras, a oeste pela Lourinhã e a noroeste pelo Bombarral.

## Freguesias

Freguesias do município do Cadaval.

O Município de Cadaval está dividido em 7 freguesias:
- Alguber
- Cadaval e Pero Moniz
- Lamas e Cercal
- Painho e Figueiros
- Peral
- Vermelha
- Vilar

## Património
- Igreja de Nossa Senhora da Conceição ou Igreja Matriz do Cadaval

## Política
O Município de Cadaval é administrado por uma câmara municipal composta por um presidente e seis vereadores. Existe uma assembleia municipal, que é o órgão deliberativo do município, constituída por 28 deputados (dos quais 21 eleitos diretamente). 
O cargo de Presidente da Câmara Municipal é atualmente ocupado por José Bernardo Nunes, reeleito nas eleições autárquicas de 2021 pelo Partido Social Democrata (PPD/PSD), tendo maioria absoluta de vereadores na câmara (4). Existem ainda três vereadores eleitos pelo PS. Na Assembleia Municipal, o partido mais representado é igualmente o PSD, com 11 deputados eleitos e 6 presidentes de Juntas de Freguesia (maioria absoluta), seguindo-se o PS (9; 1) e a CDU (PCP-PEV) (1; 0). O Presidente da Assembleia Municipal é Rui Soares, do PSD.
| Órgão                           | PPD/PSD | PS | CDU | CDS-PP |
| Câmara Municipal                | 4       | 3  | 0   | 0      |
| Assembleia Municipal            | 17      | 10 | 1   | 0      |
| dos quais: eleitos directamente | 11      | 9  | 1   | 0      |

### Eleições autárquicas[7]
| 1976 | 35,64 | 3 | 25,12 | 2  | 24,62 | 2  | 7,48 | - |                |        |                |        |                |    |                |  | 58,81 / 100,00 |
| 1979 | 37,83 | 3 |       |    | 46,23 | 4  | 9,15 | - | 2,00           | -      | 70,41 / 100,00 |        |                |    |                |  |                |
| 1982 | 38,66 | 3 | AD    | AD | AD    | AD | 8,33 | - |                |        | 47,86          | 4      | AD             | AD | 68,59 / 100,00 |  |                |
| 1985 | 26,16 | 2 | 12,94 | 1  | 47,09 | 4  | 8,98 | - |                |        |                |        | 56,41 / 100,00 |    |                |  |                |
| 1989 | 46,57 | 4 | 9,82  | -  | 35,72 | 3  | 3,08 | - | 64,21 / 100,00 |        |                |        |                |    |                |  |                |
| 1993 | 52,51 | 4 | 3,43  | -  | 36,51 | 3  | 2,36 | - | 66,55 / 100,00 |        |                |        |                |    |                |  |                |
| 1997 | 51,24 | 4 | 2,70  | -  | 37,51 | 3  | 3,72 | - | 61,12 / 100,00 |        |                |        |                |    |                |  |                |
| 2001 | 44,14 | 3 | 3,07  | -  | 45,54 | 4  | 3,83 | - | 61,64 / 100,00 |        |                |        |                |    |                |  |                |
| 2005 | 42,09 | 3 | 2,26  | -  | 45,32 | 4  | 6,43 | - | 64,83 / 100,00 |        |                |        |                |    |                |  |                |
| 2009 | 44,62 | 3 | 3,06  | -  | 44,93 | 4  | 4,82 | - | 64,85 / 100,00 |        |                |        |                |    |                |  |                |
| 2013 | 42,15 | 3 | 2,87  | -  | 45,14 | 4  | 4,89 | - | CDS-PP         | CDS-PP | CDS-PP         | CDS-PP | 58,60 / 100,00 |    |                |  |                |
| 2017 | 24,66 | 2 | 4,39  | -  | 61,05 | 5  | 5,82 | - |                |        |                |        | 57,37 / 100,00 |    |                |  |                |
| 2021 | 35,02 | 3 | 2,42  | -  | 52,23 | 4  | 5,24 | - | 56,38 / 100,00 |        |                |        |                |    |                |  |                |

### Eleições legislativas
| Data | %     | %     | %     | %    | %     | %     | %        | %     | %    | %     | %    | %   | %       | % | %  | %  |
| Data | PS    | PSD   | CDS   | PCP  | UDP   | AD    | APU/ CDU | FRS   | PRD  | PSN   | B.E. | PAN | PSD CDS | L | CH | IL |
| ---- | ----- | ----- | ----- | ---- | ----- | ----- | -------- | ----- | ---- | ----- | ---- | --- | ------- | - | -- | -- |
| 1976 | 40,00 | 26,74 | 15,07 | 4,94 | 0,93  |       |          |       |      |       |      |     |         |   |    |    |
| 1979 | 33,22 | AD    | AD    | APU  | 1,10  | 48,96 | 9,05     |       |      |       |      |     |         |   |    |    |
| 1980 | FRS   | AD    | AD    | APU  | 0,91  | 49,03 | 8,13     | 33,03 |      |       |      |     |         |   |    |    |
| 1983 | 44,50 | 27,07 | 12,44 | APU  | PSR   |       | 8,78     |       |      |       |      |     |         |   |    |    |
| 1985 | 28,01 | 31,06 | 9,28  | APU  | 0,66  | 7,32  | 17,60    |       |      |       |      |     |         |   |    |    |
| 1987 | 25,43 | 55,44 | 4,49  | CDU  | 0,41  | 4,21  | 2,98     |       |      |       |      |     |         |   |    |    |
| 1991 | 28,16 | 56,89 | 4,19  | CDU  |       | 3,06  | 0,84     | 1,89  |      |       |      |     |         |   |    |    |
| 1995 | 45,16 | 38,89 | 8,59  | CDU  | 0,48  | 2,79  |          | 0,15  |      |       |      |     |         |   |    |    |
| 1999 | 48,23 | 34,93 | 7,44  | CDU  |       | 4,15  | 0,18     | 1,08  |      |       |      |     |         |   |    |    |
| 2002 | 37,59 | 45,23 | 8,34  | CDU  | 3,08  |       | 1,77     |       |      |       |      |     |         |   |    |    |
| 2005 | 46,37 | 32,78 | 6,58  | CDU  | 4,20  | 4,43  |          |       |      |       |      |     |         |   |    |    |
| 2009 | 39,22 | 31,72 | 9,79  | CDU  | 5,04  | 7,40  |          |       |      |       |      |     |         |   |    |    |
| 2011 | 29,51 | 41,92 | 11,40 | CDU  | 4,82  | 3,46  | 0,91     |       |      |       |      |     |         |   |    |    |
| 2015 | 34,74 | CDS   | PSD   | CDU  | 5,69  | 8,49  | 1,22     | 40,57 | 0,39 |       |      |     |         |   |    |    |
| 2019 | 39,85 | 30,05 | 3,36  | CDU  | 3,95  | 7,32  | 2,70     |       | 0,82 | 1,69  | 0,64 |     |         |   |    |    |
| 2022 | 43,23 | 29,96 | 1,40  | CDU  | 3,24  | 3,86  | 1,00     | 1,12  | 8,29 | 3,61  |      |     |         |   |    |    |
| 2024 | 28,88 | AD    | AD    | CDU  | 29,47 | 2,26  | 3,75     | 1,73  | 2,61 | 21,46 | 3,61 |     |         |   |    |    |
| 2025 | 23,97 | AD    | AD    | CDU  | 31,12 | 2,13  | 1,67     | 1,18  | 2,99 | 26,71 | 4,27 |     |         |   |    |    |

## Evolução demográfica
De acordo com os dados avançados pelo INE o distrito de Lisboa registou em 2021 um acréscimo populacional na ordem dos 1.1% relativamente aos resultados do censo de 2011. No concelho do Cadaval registou-se, no entanto,um decréscimo a rondar os 6.0%. 
| Número de habitantes | Número de habitantes | Número de habitantes | Número de habitantes | Número de habitantes | Número de habitantes | Número de habitantes | Número de habitantes | Número de habitantes | Número de habitantes | Número de habitantes | Número de habitantes | Número de habitantes | Número de habitantes | Número de habitantes | Número de habitantes |
| -------------------- | -------------------- | -------------------- | -------------------- | -------------------- | -------------------- | -------------------- | -------------------- | -------------------- | -------------------- | -------------------- | -------------------- | -------------------- | -------------------- | -------------------- | -------------------- |
| 1864                 | 1878                 | 1890                 | 1900                 | 1911                 | 1920                 | 1930                 | 1940                 | 1950                 | 1960                 | 1970                 | 1981                 | 1991                 | 2001                 | 2011                 | 2021                 |
| 6 774                | 8 270                | 9 998                | 10 731               | 11 620               | 12 584               | 14 728               | 15 737               | 17 012               | 17 287               | 14 058               | 14 474               | 13 516               | 13 943               | 14 228               | 13 372               |

(Obs.: Número de habitantes "residentes", ou seja, que tinham a residência oficial neste município à data em que os censos  se realizaram.)	
| Número de habitantes por Grupo Etário | Número de habitantes por Grupo Etário | Número de habitantes por Grupo Etário | Número de habitantes por Grupo Etário | Número de habitantes por Grupo Etário | Número de habitantes por Grupo Etário | Número de habitantes por Grupo Etário | Número de habitantes por Grupo Etário | Número de habitantes por Grupo Etário | Número de habitantes por Grupo Etário | Número de habitantes por Grupo Etário | Número de habitantes por Grupo Etário | Número de habitantes por Grupo Etário | Número de habitantes por Grupo Etário |
| ------------------------------------- | ------------------------------------- | ------------------------------------- | ------------------------------------- | ------------------------------------- | ------------------------------------- | ------------------------------------- | ------------------------------------- | ------------------------------------- | ------------------------------------- | ------------------------------------- | ------------------------------------- | ------------------------------------- | ------------------------------------- |
|                                       | 1900                                  | 1911                                  | 1920                                  | 1930                                  | 1940                                  | 1950                                  | 1960                                  | 1970                                  | 1981                                  | 1991                                  | 2001                                  | 2011                                  | 2021                                  |
| 0-14 Anos                             | 4 072                                 | 4 094                                 | 4 292                                 | 4 774                                 | 4 791                                 | 4 690                                 | 4 515                                 | 3 390                                 | 3 142                                 | 2 294                                 | 1 874                                 | 2 022                                 | 1 535                                 |
| 15-24 Anos                            | 1 817                                 | 2 029                                 | 2 255                                 | 2 618                                 | 2 702                                 | 2 829                                 | 2 713                                 | 2 120                                 | 2 064                                 | 1 824                                 | 1 790                                 | 1 254                                 | 1 308                                 |
| 25-64 Anos                            | 4 219                                 | 4 741                                 | 5 262                                 | 6 075                                 | 7 005                                 | 7 975                                 | 8 524                                 | 6 975                                 | 7 123                                 | 6 704                                 | 7 008                                 | 7 310                                 | 6 500                                 |
| = ou > 65 Anos                        | 570                                   | 661                                   | 722                                   | 1 077                                 | 1 134                                 | 1 374                                 | 1 535                                 | 1 680                                 | 2 145                                 | 2 694                                 | 3 271                                 | 3 642                                 | 4 269                                 |

(Obs: De 1900 a 1950 os dados referem-se à população "de facto", ou seja, que estava presente no município à data em que os censos se realizaram. Daí que se registem algumas diferenças relativamente à designada população residente)